# Bözberg (Pass)
Der Bözberg ist ein Jurapass im Schweizer Kanton Aargau auf dem Gebiet der Gemeinde Bözberg. Über den Pass auf 569 m ü. M. führt die Hauptstrasse 3 auf dem kürzesten Weg von Basel nach Zürich und verbindet das Fricktal mit Brugg.
Zwei Tunnels führen unter dem Pass hindurch, der 2526 Meter lange Bözbergtunnel der Bözberglinie der Schweizerischen Bundesbahnen und der 3750 Meter lange Tunnel der Autobahn A3.

## Geschichte
Bereits während der Römerzeit bestand ein Übergang von Augusta Raurica nach Vindonissa. Der von Tacitus in seinen Historien erwähnte Mons Vocetius dürfte mit hoher Wahrscheinlichkeit der Bözberg gewesen sein. Ein römischer Meilenstein zwischen Mumpf und Stein aus dem Jahr 139 n. Chr., der Regierungszeit Antoninus Pius, sowie eine Raststätte mit Ställen bei Münchwilen und ein Strassenkastell in Frick zeugen davon. Bei Stein, Frick und Effingen wurden, in Form von hart verbackener Schotterung, Reste vom römischen Strassenkörper gefunden, in Effingen mit einer Münze des Agrippa (27–12 v. Chr.). Auf dem Bözbergplateau wurden lediglich eine Münze Domitians, 80 n. Chr., an einer nicht genau lokalisierten Römerstrasse und eine weitere Münze aus der flavischen Zeit, 69–81 n. Chr., im Bächle (Oberbözberg) 1982 gefunden.

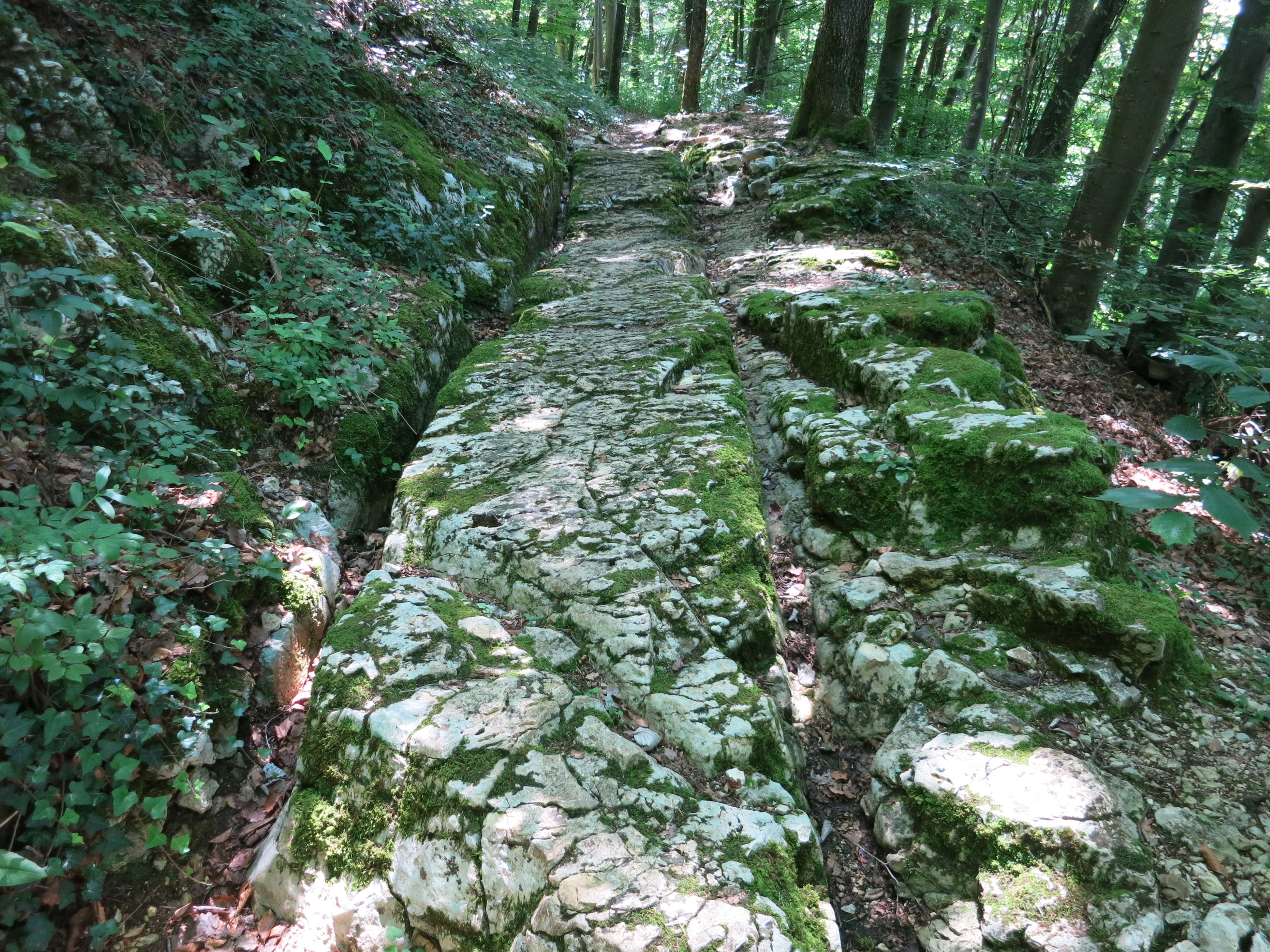
«Römerweg» am Bözberg bei Effingen

Im Unteren Hafen und südlich des Spannagel, beides Weiler von Unterbözberg, wurden Teile einer Strasse entdeckt, die wohl eine Fortsetzung der im Volksmund genannten «Römerstrasse» bei Effingen ist. Rudolf Laur-Belart legte das Teilstück im Windischtal bei Effingen 1922 und 1968 frei. Es hat markante Karrengleise mit einer Spurweite von 100 cm von Innenkante zu Innenkante und 110 cm von Mitte zu Mitte, des Weiteren besitzt sie eine Ausweichstelle. Römische Funde wurden entlang dieser Strasse keine gemacht, dafür fanden sich zahlreiche Hufeisen und Hunderte Nägel und Nagelköpfe in den Karrengleisen sowie in Spalten neben der Strasse, die eindeutig dem Mittelalter zugeordnet werden können. Da die Römer das Hufeisen noch nicht kannten und nach Vergleichen der Schmalnägel und quadratischen Nägel mit anderen Funden, schliesst Laur, dass diese «Römerstrasse» bis ins 13. Jahrhundert rege benutzt wurde. Es lässt sich damit nicht abschliessend ausschliessen, dass diese Strasse schon in der Antike benutzt wurde. Dennoch setzt sogar Laur den Namen «Römerstrasse» in Anführungszeichen, da bei seinen Ausgrabungen keinerlei römischen Funde zu Tage kamen. Einziger Anhaltspunkt könnte der Name «Windischtal» sein, welcher in die Zeit vor die Stadtgründung Bruggs, im 13. Jahrhundert, fallen dürfte, da es ansonsten wohl «Bruggtal» heissen müsste.
Während des Mittelalters gab es drei verschiedene Wege über den Bözberg, die ihren westlichen Ausgangspunkt alle in Effingen hatten. Der nördliche folgte dem Verlauf der «Römerstrasse» zu den Fähren in Lauffohr und Stilli, der mittlere über den Stalden nach Brugg, der südliche über Gallenkirch und Linn zur Fähre Birrenlauf (Schinznach-Bad).
Schliesslich setzte sich die mittlere Variante über den Stalden durch. Doch dieser Weg war morastig, steil (bis 20 %) und für grössere Pferdefuhrwerke zu schmal. Händler und Reisende nahmen daher auf ihrem Weg vom Berner Aargau ins vorderösterreichische Fricktal lieber einen Umweg über das untere Aaretal und das Rheintal in Kauf. Auf Drängen Österreichs baute die Stadt Bern die Strasse nach 1773 aus. Die Eröffnung erfolgte im November 1779.
Nur wenige profitierten wirtschaftlich von der ausgebauten Verbindung, darunter die Pferdebesitzer in Bözen, Effingen und Hornussen (Vorspanndienste) sowie die Tavernenwirte entlang der Strasse. Die breite Bevölkerung auf dem Bözberg hingegen musste für den Unterhalt sorgen; diese mühselige Aufgabe wurde erst 1859 durch den Kanton Aargau übernommen.
Nach der Eröffnung der Bözberg-Eisenbahnlinie im Jahr 1875 ging der Verkehr markant zurück, und der Postkutschenkurs wurde eingestellt. Durch das Auto stieg die Bedeutung des Bözbergs nach dem Zweiten Weltkrieg wieder. Die Strasse wurde verbreitert und in den Steigungen mit einer dritten Fahrbahn versehen. 1995 wurden im Durchschnitt fast 12'500 Fahrzeuge pro Tag gezählt. Nach der Eröffnung der Bözbergautobahn im Jahr 1996 wurde der Pass vom Durchgangsverkehr zwischen Basel und Zürich befreit. Heute überqueren täglich noch rund 3500 Fahrzeuge den Pass.

## Fussnoten
1. ↑  Martin Hartmann, Hans Weber: Die Römer im Aargau. Verlag Sauerländer, Aarau 1985, ISBN 3-7941-2539-8, S. 167.
2. ↑  Max Baumann: Leben auf dem Bözberg Baden-Verlag, Baden-Dättwil 1998, ISBN 3-85545-843-X, S. 569.
3. ↑  Max Baumann: Leben auf dem Bözberg Baden-Verlag, Baden-Dättwil 1998, ISBN 3-85545-843-X, S. 570.
4. ↑  Max Baumann: Leben auf dem Bözberg Baden-Verlag, Baden-Dättwil 1998, ISBN 3-85545-843-X, S. 18, 570, 573.
5. ↑  Max Baumann: Leben auf dem Bözberg Baden-Verlag, Baden-Dättwil 1998, ISBN 3-85545-843-X, S. 18, 572, 573.